# 藤間瑠依
藤間 瑠依（ふじま るい、1982年5月31日 - ）は、日本の女優で、元お菓子系アイドル。日本舞踊藤間流勘右衛門派門弟。ロックライアード所属。

## 概説
殺陣や三味線、唄を特技とするなど日本の伝統芸能に精通しており、テレビではこれを生かしてNHKなどの時代劇に出演する。
代々クリスチャンの家系。母方の祖先は播磨赤松氏（村上源氏）支族の小南氏で、墓所はキリシタンゆかりの徳島県瑞巌寺（臨済宗妙心寺派）。天正6年（1578年）の三木合戦後に蜂須賀正勝の客分となり、以後徳島藩主蜂須賀氏の奉行として仕えた。このことは、祖母が赤松氏研究の史料として知られる「小南文書」の原本を保存しており、これを瑠依本人が東京大学史料編纂所に持ち込んだことで詳細が判明したという。
幼少時からの持病として気管支喘息を抱える。高校時代は水泳部の幽霊部員であった。酒好き・アニメ好きでもある。

## 経歴

### 年譜
- 1999年（16-17歳） - 「山本瑠衣」名義でお菓子系グラビアアイドルとしてデビュー。
- 2004年（21-22歳） - 「瑠依」名義で女優として復帰。
- 2006年（23-24歳） - 公式ブログ開設。藤間流勘右衛門派から「藤間瑠依」の芸名を許される[4]。
- 2007年（24-25歳） - この頃、芸能活動の名義も「藤間瑠依」に変更する。
- 2008年（25-26歳） - オーファクトリーエンターテイメントからロックライアードへ移籍。
- 2009年（26-27歳） - CD『幸せの扉』リリース、ラジオ番組『藤間瑠依の幸せの扉』放送開始。

### グラビア時代
1990年代末に山本 瑠衣（やまもと るい）名義でグラビアデビューし、『クリーム』をはじめとするお菓子系雑誌のグラビアで活動した。「約500人のオーディション」を通過したという触れ込みで大森亜由子・内藤真奈美・吉美香とともにDay-Girlsというユニットでも売り出され、写真集『Day-Girls』・イメージビデオ『Four-Girls』が発売されている。

### 女優時代
瑠依名義で復帰。2004年には人気時代劇『水戸黄門』でテレビドラマデビューを果たした。その後は『次郎長背負い富士』『功名が辻』とNHK時代劇に連続出演。2007年には映画『巷説百物語』（堤幸彦監督）、Webシネマ『1x1 Photo Book』へ出演している。
2008年7月、従来所属していたオーファクトリーエンターテイメントからロックライアードに芸能事務所を移籍。2009年10月にはアール・エフ・ラジオ日本で冠番組『藤間瑠依の幸せの扉』の放送を開始するとともに、シングルCD『幸せの扉』をリリースした。

## 出演

### 映画
- 巷説百物語（製作中、堤幸彦監督[17]）

### Webシネマ
以下の作品は藤間瑠依名義でクレジットされている。
- 1x1 Photo Book[17]

### テレビドラマ
以下の作品は瑠依名義でクレジットされている。
- 向田邦子の恋文（2004年1月2日、TBS[3]）
- 水戸黄門 第33部 9話『痛快チビッコの悪退治』（2004年6月14日、TBS[15]） - 女中・おはる
- 次郎長背負い富士 第1回・第5回（2006年6月1日・7月13日、NHK[16]） - 佐十郎の妻・そめ 役
- 功名が辻 第23回『本能寺の変』（2006年6月11日、NHK[16]） - 濃の侍女・なつ 役

### ラジオ番組
- 藤間瑠依の幸せの扉（2009年10月7日放送開始、アール・エフ・ラジオ日本）[いつまで?]

### 音楽CD
以下の作品は藤間瑠依名義でリリースしている。
- 幸せの扉（2009年10月21日、日本クラウン/Radi-On）

1. 幸せの扉
2. もう泣かないで

### 写真集・イメージビデオ
発売されたものは全て山本瑠衣名義。このうち『Day-Girls』『Four-Girls』は大森亜由子・内藤真奈美・吉美香とのオムニバス。
- ブルメイト特別編集 スクール水着写真集（1999年9月15日、ラン出版 / 税別2200円） - グラビア部は春田萌とのオムニバス
- Day-Girls [デイ・ガールズ]（1999年9月15日、桜桃書房 / ISBN 9784756710772 / 税別2800円） - 西尾和久撮影の写真集
- Four-Girls [フォー・ガールズ]（1999年9月15日、桜桃書房 / ISBN 9784756710789 / 税別2800円） - 60分収録のイメージビデオ

### グラビア誌
以下の雑誌はいずれも山本瑠衣名義で掲載されている。
- GANGANコギャルマニア Vol.1（1999年、三和出版） - 表紙
- クリーム 11月号（1999年、ワイレア出版） - グラビア5ページ
- 純情angel 3月号（1999年、蒼竜社） - グラビア1ページ
- 純情angel 9月号（1999年、蒼竜社） - 表紙・グラビア10ページ
- 純情angel 10月号（1999年、蒼竜社） - グラビア1ページ
- 純情angel 11月号（1999年、蒼竜社） - グラビア5ページ
- スーパー写真塾 8月号（1999年、コアマガジン） - 表紙
- スーパー写真塾 12月号（1999年、コアマガジン）
- 月刊ドント 5月号（1999年、サン出版） - 春田萌と表紙
- 月刊ドント 9月号（1999年、サン出版）
- Chuッ スペシャル 9月号増刊（1999年、ワニマガジン社）
- 熱烈投稿 9月号（1999年、コアマガジン） - 表紙
- Popsy 8月号（1999年、英和出版社） - 表紙・グラビア8ページ
- Popsy 10月号（1999年、英和出版社） - グラビア1ページ）
- ラッキークレープ 10月号（1999年、バウハウス） - グラビア1ページ
- ラッキークレープ 11月号（1999年、バウハウス） - グラビア1ページ
- ワッフル 8月号（1999年、ぶんか社）
- ワッフル 10月号（1999年、ぶんか社）